# Singori

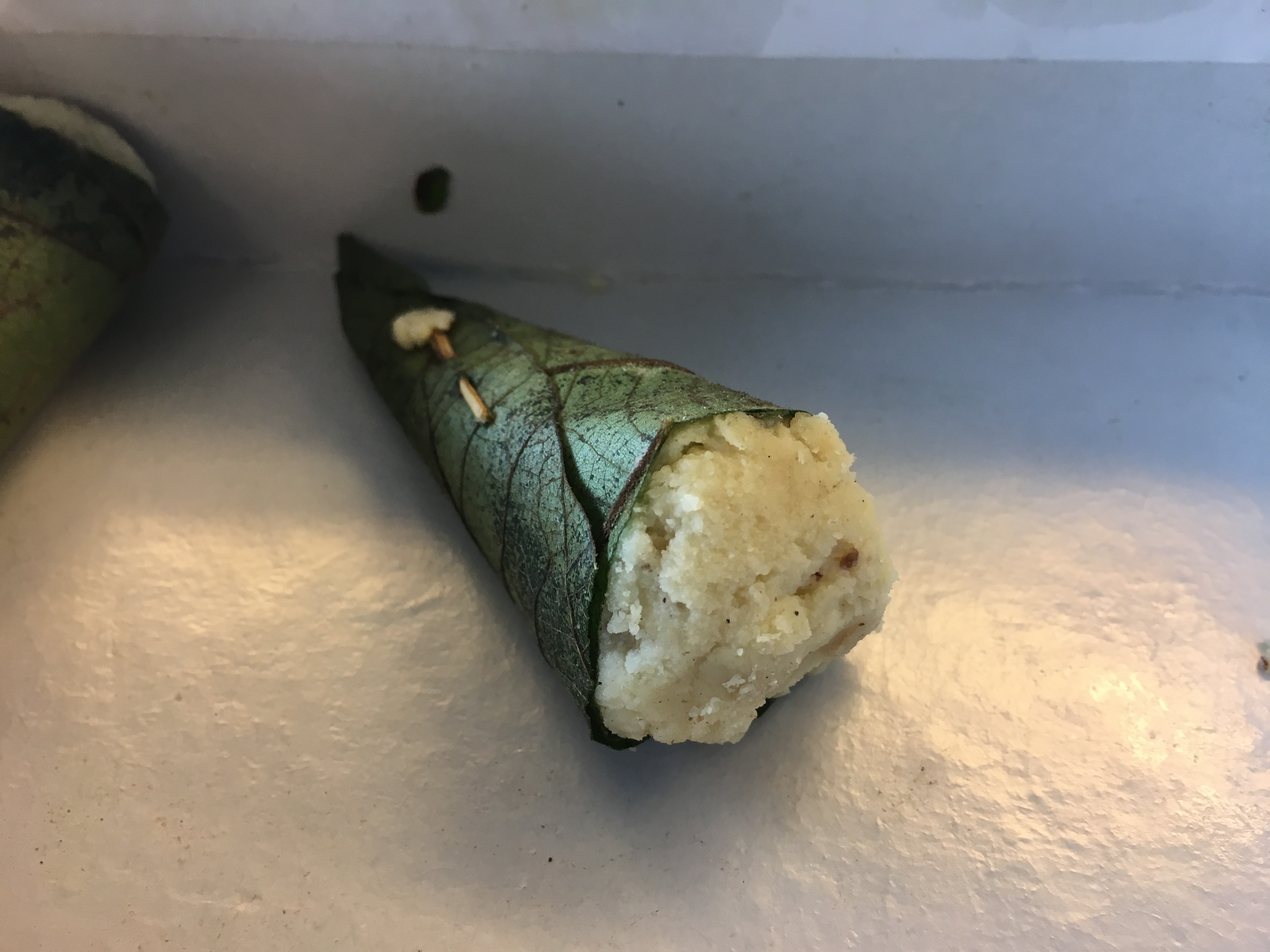
Singori

El singori es una especie de postre típico del Norte de la India, originario de los valles de Kumaon en la comarca de Uttarakhand en India. Se elabora principalmente con khoya (leche evaporada), coco rallado, azúcar de caña y se sirve todo ello enrollado en forma de cono en hojas de Molu (a modo de vaso) y cubierto de pétalos de rosa.